# Apothicaire et Perruquier

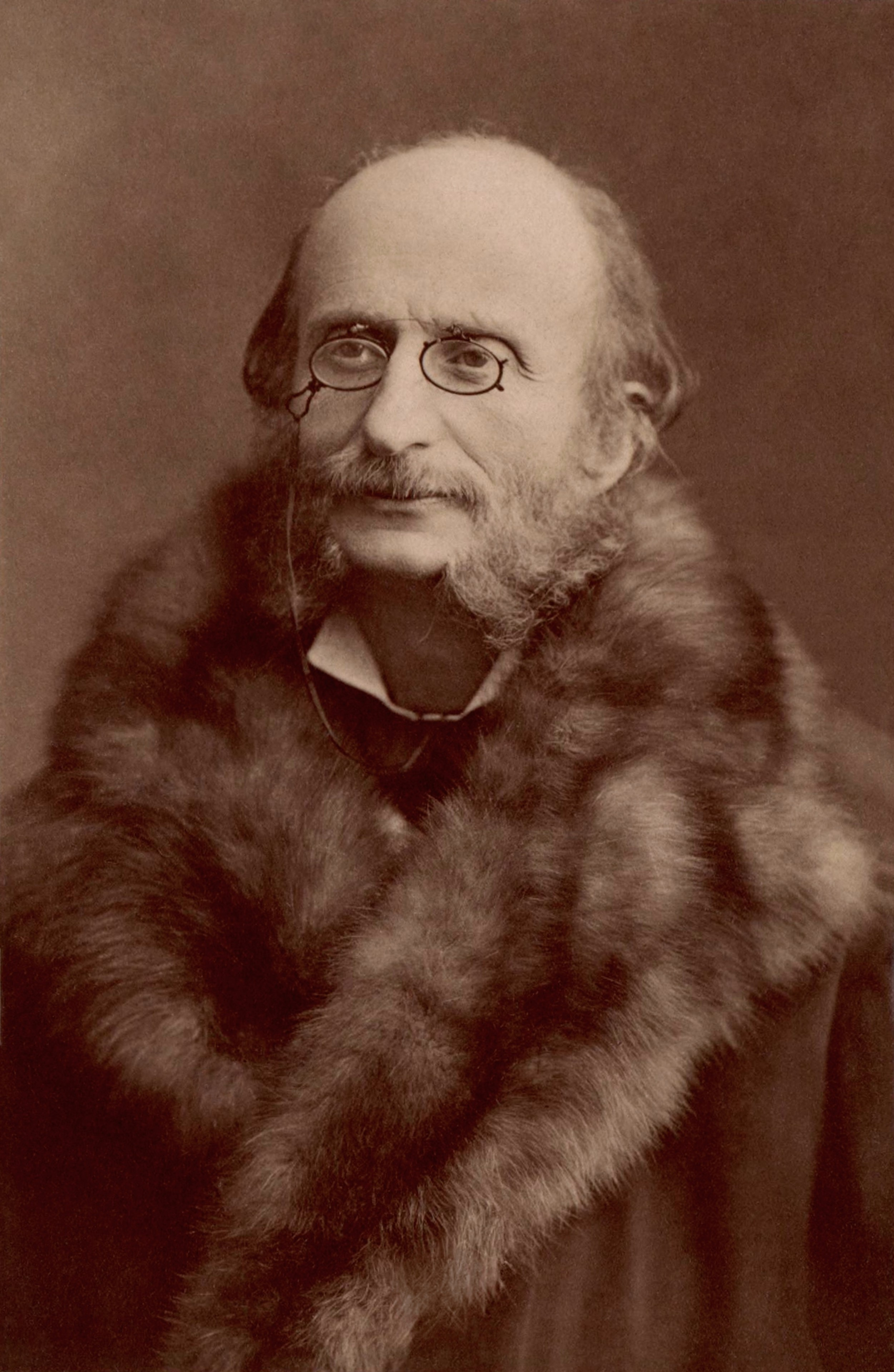
Jacques Offenbach

Apothicaire et Perruquier är en operett-bouffe i en akt med musik av Jacques Offenbach och libretto av Élie Frébault. Den hade premiär 1861 och var det sjätte verket som hade premiär det året. Faris beskriver partituret som "pastisch" "i den utsirade vokala stilen under 1700-talet".

## Uppförandehistorik
Librettot ('opérette du temps jadis') tonsattes först av Laurent de Rillé men musiken har gått förlorad. Trots librettistens ilska gick Offenbach till verket med att komponera en operett i en pastischartad klassisk stil. Premiären ägde rum den 17 oktober 1861 i Salle Choiseul i Paris. Den spelades också samma kväll som premiären av La Permission de dix heures i september 1873 på Théâtre de la Renaissance.
Den kritiska Offenbach-Keck-utgåvan av Apothicaire et Perruquier ägde rum på Kurtheater i Bad Ems (på tyska) den 1 Juni 2007, med WDR Rundfunkorchester Köln dirigerad av Helmut Froschauer, och med sångarna Mojca Erdmann, Jörg Sabrowski, Leandro Fischetti och Michael Gann.

## Personer
| Roller     | Röststämma | Premiärbesättning 17 oktober 1861 (Dirigent: Jacques Offenbach) |
| ---------- | ---------- | --------------------------------------------------------------- |
| Boudinet   | tenor      | Desmonts                                                        |
| Chilpéric  | tenor      | Pierre-Armand Potel                                             |
| Plumoiseau | tenor      | Jean-Paul                                                       |
| Sempronia  | sopran     | Mlle Gervais                                                    |

## Handling
Ett enkelt rum vid tiden för Ludvig XV:s regering
Boudinet läser ett brev från sin gamle vän apotekaren Plumoiseau i La Palisse. Boudinet har i all välvilja gått med på att gifta sig bort sin dotter Sempronia med Plumoiseaus son, som han dock aldrig har sett. Det är bröllopsdagen och han inväntar brudens hårfrisör samt brudgummen
Hårfrisören Chilpéric anländer och Boudinet misstar honom för brudgummen. Han bjuder honom på middag men tillåter inte att han ser bruden. Medan Boudinet går för att kontrollera festligheterna sjunger Chilpéric en sång om en flicka han en gång mötte i Carpentras, som hade det vackraste hår han sett. När Sempronia kommer in känner de igen varandra men hon misstar honom för den unge apotekaren. När den riktige apotekaren anländer bannar Boudinet honom för hans sena ankomst (han tror det är brudgummen) och säger att bröllopet inte kunde starta förrän han anlänt... Plumoiseua uppmanas gå till Sempronia och ordna hennes hår, vilket han är oförmögen till. Efter diverse förväxlingar mellan fadern och hårfrisören susar Sempornia in med håret i oordning och klagar att den förmodade hårfrisören har tagit sönder hennes kam. Chilpéric erbjuder sig att fixa hennes frisyr och de går ut. Boudinet och Plumoiseau har en eldig konversation och fadern är arg för att dotterns frisyr fortfarande inte är klar medan den förmodade brudgummen inte gillar hur han behandlas av fadens gamle vän.
Sempronia kommer in: Chilpéric är den man hon en gång mötte. Boudinet vägrar backa från sitt erbjudande till Plumoiseau. När Chilpéric hör detta avslöjar han att hans familjenamn också är Plumoiseau, han är kusin till apotekarens son och de två omfamnar varandra och går iväg för att äta. Men Boudinet kallar tillbaka dem och går med på bröllopet mellan dottern och hårfrisören, och med apotekaren som vittne.